# اس‌ام یو-۶۳ (آلمان)
اس‌ام یو-۶۳ (آلمان) (به انگلیسی: SM U-63 (Germany)) یک زیردریایی بود. این زیردریایی در سال ۱۹۱۶ ساخته شد.